# Phil Crane
Pour les articles homonymes, voir Crane.
Philip Miller « Phil » Crane, né le 3 novembre 1930 à Chicago (Illinois) et mort le 8 novembre 2014 à Jefferson (Maryland), est un homme politique américain, membre du Parti républicain, ancien représentant du 8e (1969-1973), du 12e (1973-1993) puis du 8e district (1993-2005) de l'Illinois à la Chambre des représentants des États-Unis.
Lors des élections législatives de 2004, il est battu par la démocrate Melissa Bean.

## Dans la culture populaire
Dans la mini-série Mrs. America (2020), son rôle est interprété par James Marsden.